# The Treasure of the Sierra Madre (novel·la)
The Treasure of the Sierra Madre ( El Tresor de Sierra Madre) és una novel·la d'aventures publicada l'any 1927, primer en alemany i el 1935 en anglès, per part d'un misteriós escriptor bilingüe (alemany-anglès) anomenat B. Traven, dos indigents estatunidencs de la dècada de 1920 s'uneixen amb un veterà, a Mèxic, per a la prospecció d'or. El llibre va ser adaptat amb èxit al cinema amb el mateix títol l'any 1948 dirigida per John Huston.

## Situació històrica
A la dècada de 1920, la violència de la revolució mexicana en gran manera ja havia afluixat, però hi havia bandes de bandits que continuaven terroritzant el país. El nou govern post-revolucionari tenia una policia federal efectiva coneguda com los Federales.
Els estrangers,com els tres protagonistes del llibre, tenien gran perill de ser assasssinats pels bandits. Als bandits, d'altra banda, les unitats de l'exèrcit després de capturar-los els feien excavar primer la seva pròpia tomba. Aquest és el context de la història.

## Argument
Tres americans down-and-out americans compleixen es troben fortuïtament a Tampico (ciutat mexicana) i debaten la manera de superar la seva angoixa financera. Van proposar cercar or a la Sierra Madre Occidental.
Un cop al desert, Howard, un veterà experimentat, ràpidament és l'únic capaç de descobrir l'or que estan buscant. Excava una mina i extreu molt d'or. Un altre dels homes (Dobbs) aviat es converteix en cobdiciós i comença a perdre el cap i vol posseir el tresor complet. Un dia, un altre cercador d'or, anomenat Lacaud, segueix un dels tres homes (Curtin). Encara que al principi els homes no confien en Lacaud, van decidir permetre que ell es quedés i acampés amb ells.
Els bandits van reaparèixer, fingint, ser Federales. Després d'un tiroteig, una tropa de Federales de veritat arriba i fan fora els bandits. Els tres homes aviat van decidir abandonar la mina i anar a Durango per vendre l'or extret que ja tenen. Lacaud decideix quedar-se enrere, perquè creu que hi ha més or a la muntanya. Dobbs i Curtin discuteixen, Dobbs dispara Curtin, deixant-lo sagnant. Dobbs és mort pels bandits. Més tard els bandits són capturats i executats pels federales. Curtin (que ha sobreviscut l'atac de Dobbs) es troba amb Howard i simplementacaben rient de la seva mala sort.

## Filosofia
Dobbs sovint el fa servir Howard com un full de comentaris filosòfics sobre valor de l'or i les responsabilitats d'una persona respecte als seus companys.

## Adaptacions
El llibre es va adaptar amb èxit en la pel·lícula de 1948 The Treasure of the Sierra Madre i en altres pel·lícules com Trespass (1992) i Precious Find (1996).